# 4 Heures de Portimão
Les 4 Heures de Portimão (anciennement 1 000 km d'Algarve) sont une épreuve d'endurance réservée aux voitures de sport (ou Sport-prototypes) et voitures grand tourisme (GT), qui se tient sur le tracé de l'Autódromo Internacional do Algarve à Portimão au sud du Portugal. La course compte pour le championnat European Le Mans Series.

## Histoire
La première édition a eu lieu en 2009 au sein des Le Mans Series. En 2012, la course initialement courue sur 1000 km était prévue d'une durée de 6 heures avant d'être annulée. La course d'endurance refait son apparition en 2017 dans le cadre de l'European Le Mans Series.

## Palmarès
| Année    | Pilotes                                              | Équipe                | Voiture               | Championnat             |
| 1 000 km | 1 000 km                                             | 1 000 km              | 1 000 km              | 1 000 km                |
| -------- | ---------------------------------------------------- | --------------------- | --------------------- | ----------------------- |
| 2009     | Jean-Christophe Boullion Christophe Tinseau          | Pescarolo Sport       | Pescarolo 01-Judd     | Le Mans Series          |
| 2010     | Olivier Panis Nicolas Lapierre Stéphane Sarrazin     | Team Oreca-Matmut     | Peugeot 908 HDi FAP   | Le Mans Series          |
| 4 Heures |                                                      |                       |                       |                         |
| 2017     | James Allen Richard Bradley Gustavo Yacamán          | Graff                 | Oreca 07-Gibson       | European Le Mans Series |
| 2018     | Filipe Albuquerque Philip Hanson                     | United Autosports     | Ligier JS P217-Gibson | European Le Mans Series |
| 2019     | Paul-Loup Chatin Paul Lafargue Memo Rojas            | IDEC Sport            | Oreca 07-Gibson       | European Le Mans Series |
| 2020     | Roman Rusinov Mikkel Jensen Nyck de Vries            | G-Drive Racing        | Aurus 01-Gibson       | European Le Mans Series |
| 2021     | Jonathan Aberdein Philip Hanson Tom Gamble           | United Autosports     | Oreca 07-Gibson       | European Le Mans Series |
| 2022     | Juan Manuel Correa Louis Delétraz Ferdinand Habsburg | Prema Racing          | Oreca 07-Gibson       | European Le Mans Series |
| 2023     | Marino Sato Phil Hanson Oliver Jarvis                | United Autosports USA | Oreca 07-Gibson       | European Le Mans Series |